# Krušljevec (Preseka)
Krušljevec je naseljeno mjesto u Republici Hrvatskoj u Zagrebačkoj županiji. 

## Zemljopis
Administrativno je u sastavu općine Preseka. Naselje se proteže na površini od 2,74 km².

## Stanovništvo
Prema popisu stanovništva iz 2001. godine u naselju Krušljevec živi 87 stanovnika i to u 34 kućanstva. Gustoća naseljenosti iznosi 31,75 st./km².
| broj stanovnika | 101   | 94    | 129   | 136   | 187   | 212   | 275   | 293   | 311   | 252   | 235   | 210   | 145   | 113   | 87    | 104   | 74    |
|                 | 1857. | 1869. | 1880. | 1890. | 1900. | 1910. | 1921. | 1931. | 1948. | 1953. | 1961. | 1971. | 1981. | 1991. | 2001. | 2011. | 2021. |